# Ceratostylis
Ceratostylis is een geslacht van orchideeën uit de onderfamilie Epidendroideae.
Het zijn kleine epifytische orchideeën uit tropisch India, Zuidoost-Azië, Nieuw-Guinea en de eilanden van de Stille Oceaan.

## Naamgeving
- Synoniem: Ritaia King & Pantl. (1898)

## Kenmerken
Ceratostylis-soorten zijn kleine, epifytische planten, met vezelige wortels, cilindrische bladeren en een korte tros met één of enkele bloemen aan de basis van de bladeren.
De bloemen hebben brede, rechtopstaande, elkaar rakende kelkbladen, de laterale kelkbladen een zak- of spoorvormig mentum vormend met de voet van het gynostemium. De kroonbladen zijn smaller. De lip is eenlobbig, bezit dikwijls een callus, en is gedeeltelijk gefusioneerd met het gynostemium. Dat is gevleugeld, met een duidelijk verlengde voet en een meeldraad met acht wasachtige pollinia.

## Habitat en verspreiding
Ceratostylis-soorten groeien in schaduwrijke, vochtige tropische wouden, voornamelijk in India, het Himalaya-gebergte, Zuidoost-Azië, Nieuw-Guinea, Polynesië en Fiji.

## Taxonomie
Het geslacht telt naargelang de auteur 60 tot 145 soorten, en is door Schlechter onderverdeeld in 2 secties, de Euceratostylis en de Pleuranthemum. Er is geen typesoort - Blume refereerde aan verschillende soorten bij de beschrijving van het geslacht.